# Лязгино (посёлок разъезда, Пермский край)
Лязгино — посёлок разъезда в Пермском крае России. Входит в Лысьвенский городской округ.

## Географическое положение
Посёлок расположен в северной части Лысьвенского городского округа в 9 км по прямой на север от центра города Лысьва на железнодорожной линии Калино-Лысьва.

## История
Известен с 1939 года, назван по одноимённой деревне, находящейся в нескольких километрах на запад. 
С 2004 до 2011 гг. входил в Лысьвенское городское поселение Лысьвенского муниципального района.
В настоящее время представляет собой дачный посёлок.

## Климат
Климат умеренно континентальный. Среднегодовая температура воздуха равна: +1,7 °C; продолжительность безморозного периода: 165 дней; средняя мощность снегового покрова: 50 см; средняя глубина промерзания почвы: 123 см. Устойчивый снежный покров сохраняется с первой декады ноября по последнюю декаду апреля. Средняя продолжительность снежного покрова 160—170 дней. Средняя из наибольших декадных высот снежного покрова за зиму — 50 см. Средняя максимальная температура самого жаркого месяца: +24,4 °C. Средняя температура самого холодного месяца: −17,4 °C.

## Население
Постоянное население составляло 5 человек (100 % русские) в 2002 году, 0 человек в 2010 году.